# Halzion
«Halzion» (ハルジオン Harujion?) es la tercera canción lanzada por el dúo de música pop japonés Yoasobi. Fue lanzada el 11 de mayo de 2020.
La canción está basada en «Soredemo, Happy End» (それでも、ハッピーエンド Soredemo, happīendo?), una historia breve escrita por Sōta Ishiki (いしき蒼太 Ishiki Sōta?). «Halzion» marcó la primera vez en el que Yoasobi colaboró con un novelista profesional. A diferencia de los dos sencillos anteriores del dúo, el material fuente de la canción no estuvo basado en el sitio web Monogatary. Tanto la canción como la historia breve fueron inicialmente lanzados como parte de una campaña publicitaria de la empresa Suntory conocida como «Immersive Song Project» para publicitar su nueva bebida energética Zone. La campaña también incluyó canciones de Kizuna Ai y Kaf.

## Posicionamiento en listas
| Listas                  | Mejor posición |
| ----------------------- | -------------- |
| Billboard Japan Hot 100 | 10             |